# Mary (Ditonellapiaga)
Mary è un singolo della cantautrice italiana Ditonellapiaga, pubblicato il 22 marzo 2024 come terzo estratto dal secondo album in studio Flash.

## Descrizione
Il brano, scritto dalla stessa cantautrice con Giorgio Pesenti, in arte Okgiorgio, e i membri del gruppo del La Rappresentante di Lista Dario Mangiaracina e Veronica Lucchesi, racconta della sessualità adolescenziale e del primo rapporto del personaggio immaginario Mary, ispirato al brano Mary dei Gemelli DiVersi. In un'intervista rilasciata a Vanity Fair Italia, l'artista ha parlato della genesi del brano:

## Accoglienza
Claudio Cabona di Rockol scrive che il brano presenta un «pulsante ritmo dance pop» come «punto d'incontro tra lo stile di Ditonellapiaga e la penna de La Rappresentante di Lista», descrivendo la storia raccontata nel testo come «un'avvincente avventura» sulla «curiosità di esplorare l'universo si fonde con il desiderio di abbandonarsi alla libido e fare per la prima volta l'amore».
Giulia Scolari di Donna Moderna descrive il brano come «un inno alla scoperta dell'amore, della propria femminilità e dell’entusiasmo che solitamente segue le prime esperienze».

## Tracce
Testi e musiche di Margherita Carducci, Giorgio Pesenti, Dario Mangiaracina, Veronica Lucchesi, Fausto Lama e Iacopo Sinigaglia.
1. Mary – 3:45